# 1996-os labdarúgó-Európa-bajnokság (selejtező)
Az 1996-os labdarúgó-Európa-bajnokság selejtező mérkőzéseit 1994 áprilisától 1995 novemberéig játszották le. A selejtezőben 47 válogatott vett részt. A házigazda Anglia nem vett részt a selejtezőkben.
Magyarország a selejtezőben a 3. csoportba került. Az ellenfelek Svájc, Törökország, Svédország és Izland voltak. Magyarország a csoportjában a negyedik helyen végzett, így nem jutott ki az Európa-bajnokságra.

## Sorsolás
A 47 válogatottat 8 csoportba sorsolták. Hét csoportban hat, egy csoportban öt válogatott szerepelt.
Kiemelés
| 1. kalap                                                                                              | 2. kalap                                                                                  | 3. kalap                                                                                                  | 4. kalap                                                                                            | 5. kalap                                                                                | 6. kalap                                                                                     |
| --- | ----------------------------------------------------------------------------------------- | --- | --------------------------------------------------------------------------------------------------- | --------------------------------------------------------------------------------------- | -------------------------------------------------------------------------------------------- |
| - Dánia - Olaszország - Németország - Franciaország - Hollandia - Oroszország - Írország - Svédország | - Norvégia - Görögország - Portugália - Spanyolország - Svájc - Wales - Románia - Ukrajna | - Bulgária - Belgium - Skócia - Észak-Írország - Lengyelország - Magyarország - Csehország - Horvátország | - Ausztria - Izrael - Észak-Macedónia - Finnország - Izland - Grúzia - Fehéroroszország - Macedónia | - Törökország - Lettország - Albánia - Ciprus - Málta - Feröer - Észtország - Szlovákia | - Luxemburg - San Marino - Liechtenstein - Szlovénia - Moldova - Örményország - Azerbajdzsán |

## Játékvezetők
- Robert Sedlacek
- Gerd Grabher
- Alfred Wieser
- Guy Goëthals
- Michel Piraux
- Frans van den Wijngaert
- Marnix Sandra
- Léon Schellings
- Éric Blareau
- Michel Piraux
- Vadzim Dzmitrijevics Zsuk
- Dimitar Momirov
- Mitko Mitrev
- Atanas Uzunov
- Lube Szpaszov
- Loizos Loizou
- Kim Milton Nielsen
- Peter Mikkelsen
- Finn Lambek
- Svend Erik Christensen
- Martin Bodenham
- David Elleray
- Gerald Ashby
- Dermot Gallagher
- Paul Durkin
- Manuel Díaz Vega
- Antonio Martín Navarrete
- Antonio López Nieto
- Juan Ansuátegui Roca
- Juan Fernández Marín
- José García Aranda
- Ilkka Koho
- Juha Hirviniemi
- Joël Quiniou
- Rémi Harrel
- Gilles Veissière
- Marc Batta
- Alain Sars
- Didier Pauchard
- Philippe Leduc
- Edgar Steinborn
- Georg Dardenne
- Bernd Heynemann
- Hartmut Strampe
- Hans-Jürgen Weber
- Hellmut Krug
- Wieland Ziller
- Markus Merk
- Hermann Albrecht
- Vaszílisz Nikákisz
- Giorgos Bikas
- Szergo Kvarachelia
- Mateo Beusan
- Dragutin Poljak
- Puhl Sándor
- Vad István
- Vágner László
- Molnár László
- John Ferry
- Brendan Shorte
- Leslie Irvine
- Patrick Kelly
- Alan Snoddy
- Richard O’Hanlon
- Denis McArdle
- Gylfi Thór Orrason
- Bragi Bergmann
- David Suheil
- Haim Lipkovitz
- Angelo Amendolia
- Pierluigi Pairetto
- Graziano Cesari
- Alfredo Trentalange
- Piero Ceccarini
- Gianni Beschin
- Loris Stafoggia
- Roland Beck
- Algirdas Dubinskas
- Roger Philippi
- Alain Hamer
- Alfred Micallef
- Charles Agius
- John Blankenstein
- Mario van der Ende
- Jaap Uilenberg
- Dick Jol
- Roelof Luinge
- Jef van Vliet
- Rune Pedersen
- Tore Hollung
- Tom Henning Øvrebø
- Terje Hauge
- Zbigniew Przesmycki
- Ryszard Wójcik
- Piotr Werner
- Zygmunt Ziober
- Jorge Monteiro Coroado
- Vítor Melo Pereira
- José Mendes Pratas
- Ion Crăciunescu
- Adrian Porumboiu
- Aron Huzu
- James McCluskey
- Leslie Mottram
- Milan Mitrovič
- Kurt Röthlisberger
- Claude Détruche
- Werner Müller
- Serge Muhmenthaler
- Daniel Roduit
- Urs Meier
- Zoran Petrović
- Karol Ihring
- Ladislav Gádoši
- Ľuboš Micheľ
- Vladimír Hriňák
- Bo Karlsson
- Leif Sundell
- Christer Fällström
- Anders Frisk
- Karl-Erik Nilsson
- Václav Krondl
- Lubomír Puček
- Jiří Ulrich
- Karel Bohuněk
- Ahmet Çakar
- Oğuz Sarvan
- Metin Tokat
- Vaszil Hrihorovics Melnicsuk
- Szergej Grigorjevics Huszainov
- Nyikolaj Vlagyiszlavovics Levnyikov
- Keith Burge
- John Ashman
- Alan Howells

## Csoportok
A csapatok körmérkőzéses, oda-visszavágós rendszerben játszottak egymással. A nyolc csoportgyőztes, valamint a legjobb hat második helyezett automatikusan kijutott az Európa-bajnokságra. A két legrosszabb második helyezett pótselejtezőn vett részt, ennek győztese jutott még ki az Európa-bajnokságra.
A sorrend meghatározása
Az Európa-bajnokság selejtezőjében ha két vagy több csapat a csoportmérkőzések után azonos pontszámmal állt, a következő pontok alapján állapították meg a sorrendet:
1. több szerzett pont az azonosan álló csapatok között lejátszott mérkőzéseken
2. jobb gólkülönbség az azonosan álló csapatok között lejátszott mérkőzéseken
3. több szerzett gól az azonosan álló csapatok között lejátszott mérkőzéseken
4. jobb gólkülönbség az összes mérkőzésen
5. több szerzett gól az összes mérkőzésen
6. több idegenben szerzett gól az összes mérkőzésen
7. jobb fair play pontszám (1 pont egy sárga lap, 3 pont a két sárga lap utáni piros lap, 3 pont egy azonnali piros lap, 4 pont egy sárga lap utáni azonnali piros lap)

### 1. csoport
| Hely. | Csapat        | M  | Gy | D | V | G+ | G– | Gk  | P  | Továbbjutás                            |     | Románia | Franciaország | Szlovákia | Lengyelország | Izrael | Azerbajdzsán |
| ----- | ------------- | -- | -- | - | - | -- | -- | --- | -- | -------------------------------------- | --- | ------- | ------------- | --------- | ------------- | ------ | ------------ |
| 1.    | Románia       | 10 | 6  | 3 | 1 | 18 | 9  | +9  | 15 | Kijutott az 1996-os Európa-bajnokságra |     | —       | 1–3           | 3–2       | 2–1           | 2–1    | 3–0          |
| 2.    | Franciaország | 10 | 5  | 5 | 0 | 22 | 2  | +20 | 15 | Kijutott az 1996-os Európa-bajnokságra |     | 0–0     | —             | 4–0       | 1–1           | 2–0    | 10–0         |
| 3.    | Szlovákia     | 10 | 4  | 2 | 4 | 14 | 18 | −4  | 10 |                                        |     | 0–2     | 0–0           | —         | 4–1           | 1–0    | 4–1          |
| 4.    | Lengyelország | 10 | 3  | 4 | 3 | 14 | 12 | +2  | 10 |                                        | 0–0 | 0–0     | 5–0           | —         | 4–3           | 1–0    |              |
| 5.    | Izrael        | 10 | 3  | 3 | 4 | 13 | 13 | 0   | 9  |                                        | 1–1 | 0–0     | 2–2           | 2–1       | —             | 2–0    |              |
| 6.    | Azerbajdzsán  | 10 | 0  | 1 | 9 | 2  | 29 | −27 | 1  |                                        | 1–4 | 0–2     | 0–1           | 0–0       | 0–2           | —      |              |

### 2. csoport
| Hely. | Csapat        | M  | Gy | D | V | G+ | G– | Gk  | P  | Továbbjutás                            |     | Spanyolország | Dánia | Belgium | Észak-Macedónia | Ciprusi Köztársaság | Örményország |
| ----- | ------------- | -- | -- | - | - | -- | -- | --- | -- | -------------------------------------- | --- | ------------- | ----- | ------- | --------------- | ------------------- | ------------ |
| 1.    | Spanyolország | 10 | 8  | 2 | 0 | 25 | 4  | +21 | 18 | Kijutott az 1996-os Európa-bajnokságra |     | —             | 3–0   | 1–1     | 3–0             | 6–0                 | 1–0          |
| 2.    | Dánia         | 10 | 6  | 3 | 1 | 19 | 9  | +10 | 15 | Kijutott az 1996-os Európa-bajnokságra |     | 1–1           | —     | 3–1     | 1–0             | 4–0                 | 3–1          |
| 3.    | Belgium       | 10 | 4  | 3 | 3 | 17 | 13 | +4  | 11 |                                        |     | 1–4           | 1–3   | —       | 1–1             | 2–0                 | 2–0          |
| 4.    | Macedonia     | 10 | 1  | 4 | 5 | 9  | 18 | −9  | 6  |                                        | 0–2 | 1–1           | 0–5   | —       | 3–0             | 1–2                 |              |
| 5.    | Ciprus        | 10 | 1  | 4 | 5 | 6  | 20 | −14 | 6  |                                        | 1–2 | 1–1           | 1–1   | 1–1     | —               | 2–0                 |              |
| 6.    | Örményország  | 10 | 1  | 2 | 7 | 5  | 17 | −12 | 4  |                                        | 0–2 | 0–2           | 0–2   | 2–2     | 0–0             | —                   |              |

1. 1 2  Egymás elleni pontszám: Macedónia 4, Ciprus 1.

### 3. csoport
| Hely. | Csapat       | M | Gy | D | V | G+ | G– | Gk | P  | Továbbjutás                            |     | Svájc | Törökország | Svédország | Magyarország | Izland |
| ----- | ------------ | - | -- | - | - | -- | -- | -- | -- | -------------------------------------- | --- | ----- | ----------- | ---------- | ------------ | ------ |
| 1.    | Svájc        | 8 | 5  | 2 | 1 | 15 | 7  | +8 | 12 | Kijutott az 1996-os Európa-bajnokságra |     | —     | 1–2         | 4–2        | 3–0          | 1–0    |
| 2.    | Törökország  | 8 | 4  | 3 | 1 | 16 | 8  | +8 | 11 | Kijutott az 1996-os Európa-bajnokságra |     | 1–2   | —           | 2–1        | 2–0          | 5–0    |
| 3.    | Svédország   | 8 | 2  | 3 | 3 | 9  | 10 | −1 | 7  |                                        |     | 0–0   | 2–2         | —          | 2–0          | 1–1    |
| 4.    | Magyarország | 8 | 2  | 2 | 4 | 7  | 13 | −6 | 6  |                                        | 2–2 | 2–2   | 1–0         | —          | 1–0          |        |
| 5.    | Izland       | 8 | 1  | 2 | 5 | 3  | 12 | −9 | 4  |                                        | 0–2 | 0–0   | 0–1         | 2–1        | —            |        |

### 4. csoport
| Hely. | Csapat       | M  | Gy | D | V  | G+ | G– | Gk  | P  | Továbbjutás                            |     | Horvátország | Olaszország | Litvánia | Ukrajna | Szlovénia | Észtország |
| ----- | ------------ | -- | -- | - | -- | -- | -- | --- | -- | -------------------------------------- | --- | ------------ | ----------- | -------- | ------- | --------- | ---------- |
| 1.    | Horvátország | 10 | 7  | 2 | 1  | 22 | 5  | +17 | 16 | Kijutott az 1996-os Európa-bajnokságra |     | —            | 1–1         | 2–0      | 4–0     | 2–0       | 7–1        |
| 2.    | Olaszország  | 10 | 7  | 2 | 1  | 20 | 6  | +14 | 16 | Kijutott az 1996-os Európa-bajnokságra |     | 1–2          | —           | 4–0      | 3–1     | 1–0       | 4–1        |
| 3.    | Litvánia     | 10 | 5  | 1 | 4  | 13 | 12 | +1  | 11 |                                        |     | 0–0          | 0–1         | —        | 1–3     | 2–1       | 5–0        |
| 4.    | Ukrajna      | 10 | 4  | 1 | 5  | 11 | 15 | −4  | 9  |                                        | 1–0 | 0–2          | 0–2         | —        | 0–0     | 3–0       |            |
| 5.    | Szlovénia    | 10 | 3  | 2 | 5  | 13 | 13 | 0   | 8  |                                        | 1–2 | 1–1          | 1–2         | 3–2      | —       | 3–0       |            |
| 6.    | Észtország   | 10 | 0  | 0 | 10 | 3  | 31 | −28 | 0  |                                        | 0–2 | 0–2          | 0–1         | 0–1      | 1–3     | —         |            |

1. 1 2  Egymás elleni pontszám: Horvátország 4, Olaszország 1.

### 5. csoport
| Hely. | Csapat           | M  | Gy | D | V | G+ | G– | Gk  | P  | Továbbjutás                            |     | Csehország | Hollandia | Norvégia | Fehéroroszország | Luxemburg | Málta |
| ----- | ---------------- | -- | -- | - | - | -- | -- | --- | -- | -------------------------------------- | --- | ---------- | --------- | -------- | ---------------- | --------- | ----- |
| 1.    | Csehország       | 10 | 6  | 3 | 1 | 21 | 6  | +15 | 15 | Kijutott az 1996-os Európa-bajnokságra |     | —          | 3–1       | 2–0      | 4–2              | 3–0       | 6–1   |
| 2.    | Hollandia        | 10 | 6  | 2 | 2 | 23 | 5  | +18 | 14 | Pótselejtezőbe került                  |     | 0–0        | —         | 3–0      | 1–0              | 5–0       | 4–0   |
| 3.    | Norvégia         | 10 | 6  | 2 | 2 | 17 | 7  | +10 | 14 |                                        |     | 1–1        | 1–1       | —        | 1–0              | 5–0       | 2–0   |
| 4.    | Fehéroroszország | 10 | 3  | 2 | 5 | 8  | 13 | −5  | 8  |                                        | 0–2 | 1–0        | 0–4       | —        | 2–0              | 1–1       |       |
| 5.    | Luxemburg        | 10 | 3  | 1 | 6 | 3  | 21 | −18 | 7  |                                        | 1–0 | 0–4        | 0–2       | 0–0      | —                | 1–0       |       |
| 6.    | Málta            | 10 | 0  | 2 | 8 | 2  | 22 | −20 | 2  |                                        | 0–0 | 0–4        | 0–1       | 0–2      | 0–1              | —         |       |

1. 1 2  Egymás elleni pontszám: Hollandia 4, Norvégia 1.

### 6. csoport
| Hely. | Csapat         | M  | Gy | D | V | G+ | G– | Gk  | P  | Továbbjutás                            |     | Portugália | Írország | Észak-Írország | Ausztria | Lettország | Liechtenstein |
| ----- | -------------- | -- | -- | - | - | -- | -- | --- | -- | -------------------------------------- | --- | ---------- | -------- | -------------- | -------- | ---------- | ------------- |
| 1.    | Portugália     | 10 | 7  | 2 | 1 | 29 | 7  | +22 | 16 | Kijutott az 1996-os Európa-bajnokságra |     | —          | 3–0      | 1–1            | 1–0      | 3–2        | 8–0           |
| 2.    | Írország       | 10 | 5  | 2 | 3 | 17 | 11 | +6  | 12 | Pótselejtezőbe került                  |     | 1–0        | —        | 1–1            | 1–3      | 2–1        | 4–0           |
| 3.    | Észak-Írország | 10 | 5  | 2 | 3 | 20 | 15 | +5  | 12 |                                        |     | 1–2        | 0–4      | —              | 5–3      | 1–2        | 4–1           |
| 4.    | Ausztria       | 10 | 5  | 1 | 4 | 29 | 14 | +15 | 11 |                                        | 1–1 | 3–1        | 1–2      | —              | 5–0      | 7–0        |               |
| 5.    | Lettország     | 10 | 4  | 0 | 6 | 11 | 20 | −9  | 8  |                                        | 1–3 | 0–3        | 0–1      | 3–2            | —        | 1–0        |               |
| 6.    | Liechtenstein  | 10 | 0  | 1 | 9 | 1  | 40 | −39 | 1  |                                        | 0–7 | 0–0        | 0–4      | 0–4            | 0–1      | —          |               |

1. 1 2  Egymás elleni pontszám: Írország 4, Észak-Írország 1.

### 7. csoport
| Hely. | Csapat      | M  | Gy | D | V | G+ | G– | Gk  | P  | Továbbjutás                            |     | Németország | Bulgária | Grúzia | Moldova | Wales | Albánia |
| ----- | ----------- | -- | -- | - | - | -- | -- | --- | -- | -------------------------------------- | --- | ----------- | -------- | ------ | ------- | ----- | ------- |
| 1.    | Németország | 10 | 8  | 1 | 1 | 27 | 10 | +17 | 17 | Kijutott az 1996-os Európa-bajnokságra |     | —           | 3–1      | 4–1    | 6–1     | 1–1   | 2–1     |
| 2.    | Bulgária    | 10 | 7  | 1 | 2 | 24 | 10 | +14 | 15 | Kijutott az 1996-os Európa-bajnokságra |     | 3–2         | —        | 2–0    | 4–1     | 3–1   | 3–0     |
| 3.    | Grúzia      | 10 | 5  | 0 | 5 | 14 | 13 | +1  | 10 |                                        |     | 0–2         | 2–1      | —      | 0–1     | 5–0   | 2–0     |
| 4.    | Moldova     | 10 | 3  | 0 | 7 | 11 | 27 | −16 | 6  |                                        | 0–3 | 0–3         | 3–2      | —      | 3–2     | 2–3   |         |
| 5.    | Wales       | 10 | 2  | 2 | 6 | 9  | 19 | −10 | 6  |                                        | 1–2 | 0–3         | 0–1      | 1–0    | —       | 2–0   |         |
| 6.    | Albánia     | 10 | 2  | 2 | 6 | 10 | 16 | −6  | 6  |                                        | 1–2 | 1–1         | 0–1      | 3–0    | 1–1     | —     |         |

1. 1 2  Egymás elleni pontszám: Wales 4, Albánia 1.

### 8. csoport
| Hely. | Csapat      | M  | Gy | D | V  | G+ | G– | Gk  | P  | Továbbjutás                            |     | Oroszország | Skócia | Görögország | Finnország | Feröer | San Marino |
| ----- | ----------- | -- | -- | - | -- | -- | -- | --- | -- | -------------------------------------- | --- | ----------- | ------ | ----------- | ---------- | ------ | ---------- |
| 1.    | Oroszország | 10 | 8  | 2 | 0  | 34 | 5  | +29 | 18 | Kijutott az 1996-os Európa-bajnokságra |     | —           | 0–0    | 2–1         | 3–1        | 3–0    | 4–0        |
| 2.    | Skócia      | 10 | 7  | 2 | 1  | 19 | 3  | +16 | 16 | Kijutott az 1996-os Európa-bajnokságra |     | 1–1         | —      | 1–0         | 1–0        | 5–1    | 5–0        |
| 3.    | Görögország | 10 | 6  | 0 | 4  | 23 | 9  | +14 | 12 |                                        |     | 0–3         | 1–0    | —           | 4–0        | 5–0    | 2–0        |
| 4.    | Finnország  | 10 | 5  | 0 | 5  | 18 | 18 | 0   | 10 |                                        | 0–6 | 0–2         | 2–1    | —           | 5–0        | 4–1    |            |
| 5.    | Feröer      | 10 | 2  | 0 | 8  | 10 | 35 | −25 | 4  |                                        | 2–5 | 0–2         | 1–5    | 0–4         | —          | 3–0    |            |
| 6.    | San Marino  | 10 | 0  | 0 | 10 | 2  | 36 | −34 | 0  |                                        | 0–7 | 0–2         | 0–4    | 0–2         | 1–3        | —      |            |

## Pótselejtező

### Csoportmásodikok sorrendje
Egy csoportban (3. csoport) csak öt csapat vett részt, ezért a második helyen végzett csapatok esetén a csoportjukban az ötödik és hatodik helyezett csapat elleni eredményeket nem kellett figyelembe venni a rangsorolásnál. Ez alapján a legjobb hat csoportmásodik kijutott az Európa-bajnokságra. A további két második helyezett pótselejtezőt játszott, semleges helyszínen.
| Hely. | Cs | Csapat        | M | Gy | D | V | G+ | G– | Gk | P  | Továbbjutás                            |
| ----- | -- | ------------- | - | -- | - | - | -- | -- | -- | -- | -------------------------------------- |
| 1.    | 4. | Olaszország   | 6 | 4  | 1 | 1 | 12 | 4  | +8 | 13 | Kijutott az 1996-os Európa-bajnokságra |
| 2.    | 7. | Bulgária      | 6 | 4  | 0 | 2 | 14 | 8  | +6 | 12 | Kijutott az 1996-os Európa-bajnokságra |
| 3.    | 3. | Törökország   | 6 | 3  | 2 | 1 | 11 | 8  | +3 | 11 | Kijutott az 1996-os Európa-bajnokságra |
| 4.    | 8. | Skócia        | 6 | 3  | 2 | 1 | 5  | 2  | +3 | 11 | Kijutott az 1996-os Európa-bajnokságra |
| 5.    | 2. | Dánia         | 6 | 3  | 2 | 1 | 9  | 7  | +2 | 11 | Kijutott az 1996-os Európa-bajnokságra |
| 6.    | 1. | Franciaország | 6 | 2  | 4 | 0 | 8  | 2  | +6 | 10 | Kijutott az 1996-os Európa-bajnokságra |
| 7.    | 5. | Hollandia     | 6 | 2  | 2 | 2 | 6  | 5  | +1 | 8  | Pótselejtezőbe került                  |
| 8.    | 6. | Írország      | 6 | 2  | 1 | 3 | 8  | 10 | −2 | 7  | Pótselejtezőbe került                  |

### Mérkőzés
A mérkőzés győztese, Hollandia kijutott az Európa-bajnokságra, Írország kiesett.
| 1995. december 13. 20:00 |

| Írország | 0–2               | Hollandia        |
| -------- | ----------------- | ---------------- |
|          | (0–1) Jegyzőkönyv | Kluivert 30' 89' |

| Anfield Stadion, Liverpool Nézőszám: 40 500 Játékvezető: Vadzim Dzmitrijevics Zsuk (fehérorosz) |